# Marián Čalfa
Marián Čalfa (nascido em 7 de maio de 1946 em Trebišov) foi primeiro-ministro da Checoslováquia durante e depois da Revolução de Veludo, bem como presidente interino por 19 dias, e foi um dos principais mediadores da transferência de poder dos comunistas para uma nova representação democrática.
Um eslovaco étnico, era um membro do Partido Comunista da Checoslováquia (KSČ). No período de 1985, trabalhou como chefe de um departamento legislativo do governo federal checoslovaco. Em abril de 1988, se tornou ministro - o presidente do comitê legislativo. Durante a Revolução de Veludo, em 10 de dezembro de 1989, esteve à frente do primeiro gabinete que  em 41 anos não foi dominado pelo KSČ, nomeado primeiro-ministro no lugar do desacreditado Ladislav Adamec. Como o presidente Gustáv Husák renunciou ao cargo logo após a tomada de posse do governo, Čalfa também assumiu a maioria das funções presidenciais até a eleição de Václav Havel em 29 de dezembro.
Em 18 de janeiro de 1990, deixou o KSČ para se juntar ao partido Público Contra a Violência (VPN) e, quando este foi dissolvido em abril de 1991, tornou-se um dos principais membros da União Democrática Cívica (ODU-VPN).
Čalfa renunciou ao governo federal, após uma derrota do Público Contra a Violência nas eleições de 1992. Ele foi sucedido por Jan Stráský, cuja tarefa principal era a execução de Dissolução da Tchecoslováquia.